# Ipsheim
Ipsheim – gmina targowa w Niemczech, w kraju związkowym Bawaria, w rejencji Środkowa Frankonia, w regionie Westmittelfranken, w powiecie Neustadt an der Aisch-Bad Windsheim. Leży około 10 km na południowy zachód od Neustadt an der Aisch, nad rzeką Aisch, przy drodze B470 i linii kolejowej Würzburg – Gallmersgarten – Neustadt an der Aisch.

## Dzielnice
W skład gminy wchodzą następujące dzielnice:
| - Ipsheim - Bühlberg - Eichelberg | - Hoheneck - Holzhausen - Kaubenheim | - Mäusberg - Mailheim - Nundorfermühle | - Oberndorf - Weimersheim |

## Polityka
Rada gminy składa się z 14 członków:
|      | Ipsheimer Bürger | Wolni Wybrcy | Razem     |
| 2002 | 8                | 6            | 14 miejsc |

## Zabytki i atrakcje
- kaplica cmentarna z 1614
- zamek Hoheneck
- Kościół pw. św. Jana Chrzciciela (St. Johannes der Täufer)